# Athletissima 2017
L'Athletissima 2017 è stato la 42ª edizione dell'annuale meeting di atletica leggera, e si è disputato allo stadio polifunzionale Stade Olympique de la Pontaise di Losanna, il 6 luglio 2017. Il meeting è stato l'ottava tappa del circuito di atletica leggera IAAF Diamond League 2017.

## Programma
| # | Orario | Specialità         |
| - | ------ | ------------------ |
| 1 | 19:20  | Getto del peso     |
| 2 | 20:10  | Salto con l'asta   |
| 3 | 20:13  | 1500 metri         |
| 4 | 20:54  | 400 metri ostacoli |
| 5 | 20:55  | Salto triplo       |
| 6 | 21:04  | 5000 metri         |
| 7 | 21:20  | 100 metri          |
| 8 | 21:40  | 400 metri          |

| # | Orario | Specialità             |
| - | ------ | ---------------------- |
| 1 | 19:25  | Lancio del giavellotto |
| 2 | 19:30  | Salto in lungo         |
| 3 | 20:03  | 400 metri ostacoli     |
| 4 | 20:23  | 100 metri ostacoli     |
| 5 | 20:33  | Miglio                 |
| 6 | 20:44  | 200 metri              |
| 7 | 20:45  | Salto in alto          |
| 8 | 20:45  | 800 metri              |

     Specialità valide per la Diamond League

## Risultati

### Uomini
| Specialità       |                      | Prestazione | 2º classificato        | Prestazione | 3º classificato   | Prestazione |
| 100 m            | Justin Gatlin        | 9"96        | Ben Youssef Meïté      | 9"98        | Akani Simbine     | 9"99        |
| 400 m            | Wayde van Niekerk    | 43"62 DLR   | Baboloki Thebe         | 44"02       | Isaac Makwala     | 44"08       |
| 1500 m           | Aman Wote            | 3'32"20     | Charles Cheboi Simotwo | 3'32"59     | Silas Kiplagat    | 3'32"96     |
| 5000 m           | Muktar Edris         | 12'55"23    | Selemon Barega         | 12'55"58    | Joshua Cheptegei  | 12'59"83    |
| 400 m ostacoli   | Kariem Hussein       | 48"79       | Byron Robinson         | 48"88       | Rasmus Mägi       | 48"94       |
| Salto con l'asta | Sam Kendriks         | 5.93 m      | Paweł Wojciechowski    | 5.93 m      | Renaud Lavillenie | 5.87 m      |
| Salto triplo     | Pedro Pablo Pichardo | 17.60 m     | Christian Taylor       | 17.49 m     | Will Claye        | 17.12 m     |
| Getto del peso   | Ryan Crouser         | 22.39 m     | Tom Walsh              | 21.97 m     | Tomáš Stanek      | 21.36 m     |

     Prestazione che stabilisce il nuovo record del meeting.

### Donne
| Specialità             |                    | Prestazione | 2º classificato    | Prestazione | 3º classificato         | Prestazione |
| 200 m                  | Dafne Schippers    | 22"10       | Marie-Josée Ta Lou | 22"16       | Kyra Jefferson          | 22"34       |
| 800 m                  | Francine Niyonsaba | 1'56"82     | Charlene Lipsey    | 1'57"38     | Eunice Jepkoech Sum     | 1'57"78     |
| Miglio                 | Genzebe Dibaba     | 4'16"05     | Nelly Jepkosgei    | 4'25"15     | Claudia Mihaela Bobocea | 4'25"89     |
| 100 m ostacoli         | Sharika Nelvis     | 12"53       | Jasmin Stowers     | 12"57       | Christina Manning       | 12"58       |
| 400 m ostacoli         | Ashley Spencer     | 53"90       | Léa Sprunger       | 54"29       | Eilidh Doyle            | 54"36       |
| Salto in alto          | Mariya Lasitskene  | 2.06 m DLR  | Kamila Lićwinko    | 1.93 m      | Sofie Skoog             | 1.93 m      |
| Salto in lungo         | Ivana Španović     | 6.79 m      | Shakeela Saunders  | 6.68 m      | Tianna Bartoletta       | 6.65 m      |
| Lancio del giavellotto | Sara Kolak         | 68.43 m     | Barbora Špotáková  | 67.40 m     | Kathryn Mitchell        | 66.12 m     |

     Prestazione che stabilisce il nuovo record del meeting.